# Saduriella losadai
Saduriella losadai är en kräftdjursart som beskrevs av Lipke Bijdeley Holthuis 1964. Saduriella losadai ingår i släktet Saduriella och familjen Chaetiliidae. Inga underarter finns listade i Catalogue of Life.